# U5 Filmproduktion
Die U5 Filmproduktion ist eine im Jahr 1997 gegründete deutsche Filmproduktionsfirma mit Sitz im hessischen Frankfurt am Main. Es wurden von dem Unternehmen bislang über 80 Fernsehfilme unterschiedlicher Genres sowie mehrere Fernsehserien und Reihen sowohl für die öffentlich-rechtlichen als auch die privaten Sendeanstalten produziert.

## Produktionen (Auswahl)

### Fernsehfilme
- 1999: Callboys – Jede Lust hat ihren Preis (Sat.1)
- 2001: Allein unter Männern (Das Erste)
- 2002: Messerscharf – Tödliche Wege der Liebe (Sat.1)
- 2003: Der Auftrag – Mordfall in der Heimat (Sat.1)
- 2003: Gefährliche Gefühle (ORF/ZDF)
- 2006: Heiratsschwindlerin mit Liebeskummer (Sat.1)
- 2008: Zwillingsküsse schmecken besser (Sat.1)
- 2011: Achtung Arzt! (Sat.1)
- 2012: Nein, Aus, Pfui! Ein Baby an der Leine (Sat.1)
- 2014: Ein Reihenhaus steht selten allein (ZDF)
- 2014: Alles Verbrecher – Eiskalte Liebe (Das Erste)
- 2015: Alles Verbrecher – Leiche im Keller (Das Erste)
- 2016: Die Büffel sind los! (ZDF)
- 2016: Neues aus dem Reihenhaus (ZDF)
- 2017: Chaos-Queens: Die Braut sagt leider nein (ZDF)
- 2018: Chaos-Queens: Lügen, die von Herzen kommen (ZDF)
- 2018: Der Wunschzettel (Das Erste)
- 2022: Nie zu spät (Das Erste)
- 2023: Wolfsjagd (Das Erste)
- 2023: Das Mädchen von früher (ZDF)
- 2023: Tatort: Erbarmen. Zu Spät. (Das Erste)
- 2023: Füxe (ZDF)
- 2023: Ein Sommer auf Malta (2023)

### Fernsehserien
- 2004–2007: Ein Fall für den Fuchs (Sat.1)
- 2011–2013: Krimi.de – Frankfurt am Main (KiKA)
- 2018–2019: Weingut Wader (Das Erste)
- 2022: Becoming Charlie (ZDF)